# UTC+06:30
Giờ UTC+6:30 được dùng như một giờ tại Úc cho Quần đảo Cocos và một giờ tại Myanmar.